# 密西根大学生物科考站

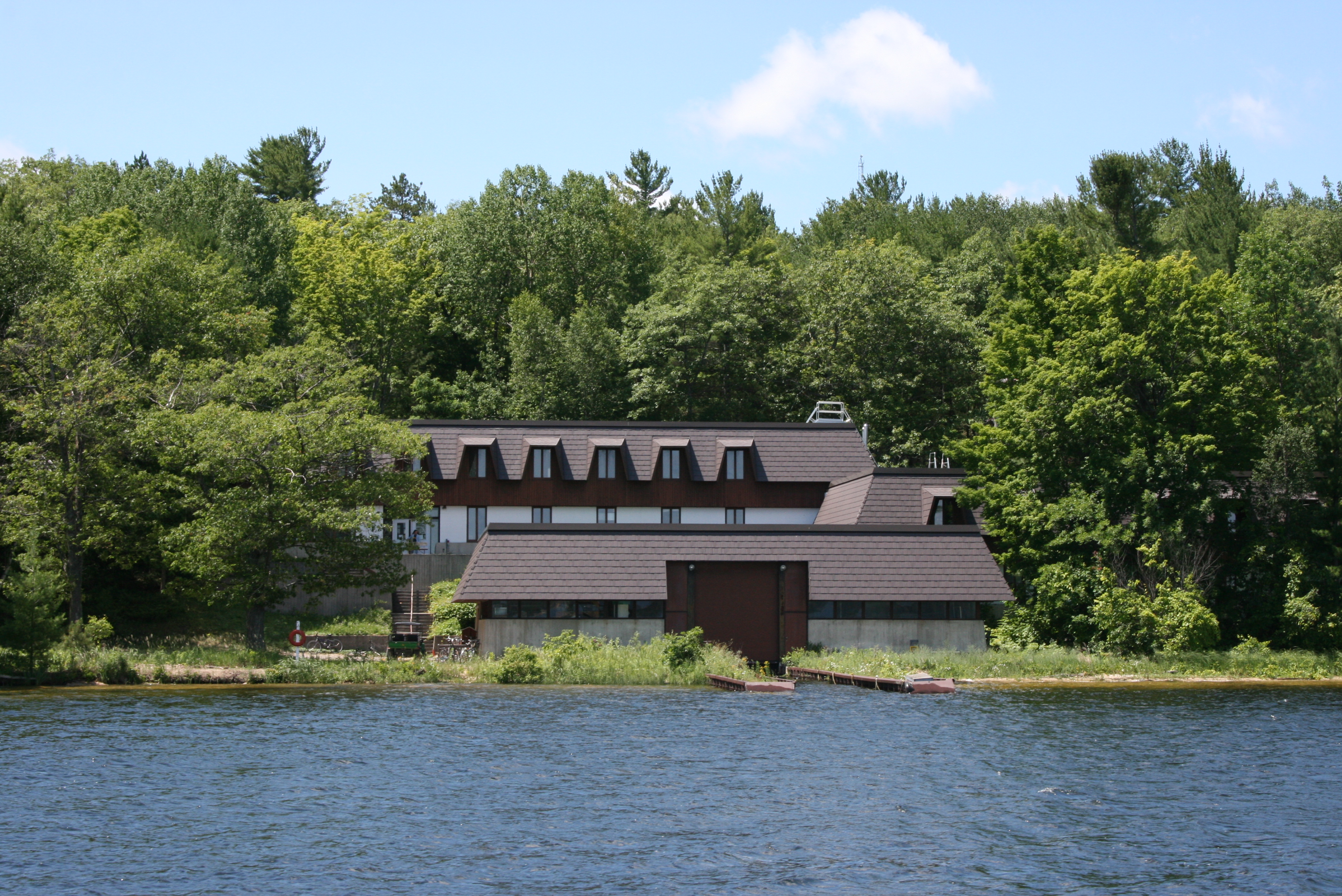
密西根大学生物科考站

密西根大学生物科考站（University of Michigan Biological Station）是一个由密西根大学管理和拥有的科研和教育基地。其位于密西根下半岛北部佩爾斯頓附近的道格拉斯湖的南岸，总面积为40平方千米。此外，在美国和加拿大之间的苏格岛上还有13平方千米的奥斯本自然保护区。它是美国的47个生物圈保护区之一。

## 简介
这个科考站成立于1909年，占地巨大，拥有图书馆、宿舍、教学区、实验室、自然保护区等一系列设施。拥有建筑150多座，规模相当于一个专业院校。密西根大学在这个保护区有常驻的15名教员和科研人员，以及很多来此地上课、学习或交流的学生或学者。这里也是世界濒危物种亨氏水甲虫的最后栖息地。这种昆虫在全球仅剩下一千余只，全部生活在此地。